# Qualitätsprüfung
Qualitätsprüfung (oder Qualitätskontrolle) ist im Qualitätsmanagement von Unternehmen und Behörden die in den Produktionsprozess integrierte Kontrolle der Produkt- oder Dienstleistungsqualität.

## Allgemeines
Qualitätsprüfung ist ein Teil der Qualitätssicherung. Die Hauptfunktionen der Qualitätssicherung sind die Qualitätsplanung, Qualitätsprüfung und Qualitätslenkung. Ergebnis der Qualitätsplanung ist ein Prüfplan, aus dem Sollvorgaben für die Qualitätsprüfung hervorgehen. Die Qualitätsprüfung stellt fest, inwieweit die Qualitätsanforderungen an Produkte oder Dienstleistungen erfüllt werden; die Qualitätslenkung gleicht die Prüfergebnisse mit den Sollvorgaben ab.

## Aufgaben
Qualitätsanforderungen können in Organisationsmitteln wie Lastenheften, technischen Daten, technischen Zeichnungen,  Spezifikationen oder DIN 1319 festgelegt sein. Anhand der von der Qualitätsplanung erstellten Prüfpläne und Prüfablaufpläne kann eine Qualitätsprüfung in einzelne betriebliche Funktionen integriert werden. Beispielsweise erfolgt innerhalb der Beschaffung eine Wareneingangskontrolle und eine Werkstoffprüfung, in der Produktion die Produktionskontrolle oder vor dem Vertrieb eine Kontrolle des Warenausgangs. Insbesondere in der industriellen Produktion kommen CAQ-Systeme zum Einsatz, welche Messdaten digital erfassen und teilweise auswerten. Objektive Prüfungen („harte Daten“) sind vor allem in der Produktion zu finden: z. B. physikalische Eigenschaften – Länge, Breite, Gewicht, Dichte, Geschwindigkeit (Zeit) usw. und werden durch eine messende Prüfung erfasst und in der Qualitätsregelkarte ausgewertet. Weiche Daten werden eher bei Dienstleistungen eingesetzt. Hier wird anhand von Fragebögen z. B. die „gefühlte“ Geschwindigkeit der Leistungserbringung gemessen. Die Daten zu subjektiven Fakten werden durch attributive Prüfungen erfasst und in der Fehlersammelkarte dokumentiert.
Zu den Aufgaben der Qualitätsprüfung gehören insbesondere die Erstellung von Prüfaufträgen und die Erfassung der Prüfergebnisse. Falls eine Dienstleistung aus mehreren Teilleistungen besteht, muss sichergestellt sein, dass jede Teilleistung die Qualitätsziele, Qualitätsmerkmale und dazugehörige Soll-Größen erfüllt. Diese Prüfung kann beispielsweise beim Reiseveranstalter einer Pauschalreise sehr komplex ausfallen.

## Methoden
Methoden sind die Prüfung einer Stichprobe (bei Massenproduktion) oder die „Hundert-Prozent-Prüfung“ (bei Einzelfertigung). Bei der Stichprobenprüfung werden nach dem Zufallsprinzip Prüfungen vorgenommen (Zufallsstichprobe), bei der „Hundert-Prozent-Prüfung“ wird jedes einzelne Produkt oder jede einzelne Dienstleistung der Prüfung unterzogen. Letztere ist insbesondere in der Massenproduktion nicht möglich, weil durch Qualitätsprüfung verlängerte Durchlaufzeit unvertretbar verlängert würde. Bei der Stichprobenprüfen muss vorab festgelegt werden, wie groß die Stichprobe sein soll (n) und wie viele defekte Teile in der Stichprobe als noch akzeptabel angesehen werden sollen (c). Übliche Konzepte sind hier die Festlegung einer Gut- und einer Schlechtgrenze oder aber die Vorgabe der Steilheit am Indifferenzpunkt. Auf dieser Basis lassen sich für den ersten Fall mit Hilfe des Algorithmus von Günther oder der χ2-Approximationsmethode und im zweiten Fall mit Hilfe des Philips-Algorithmus konkrete n-c-Stichprobenpläne aufstellen.

## Wirtschaftliche Aspekte
Qualität ist Walter Masing zufolge die „Übereinstimmung der Beschaffenheit eines Produkts oder einer Dienstleistung mit den Kundenerwartungen“. Dabei hat das Quality Function Deployment die Aufgabe, die Über- oder Unterfunktionalitäten von Produkten/Dienstleistungen den Kundenerwartungen anzupassen. Entsprechen die Funktionalitäten den Kundenerwartungen, tritt Kundenzufriedenheit ein. Funktioniert die Qualitätsprüfung dagegen nicht, kommt es zu Beschwerden, Reklamationen oder Rückrufaktionen.
Der Wettbewerb der Unternehmen um Kunden wird auch durch die angebotene Produkt- oder Dienstleistungsqualität der Anbieter bestimmt. Insbesondere beim Qualitätswettbewerb, aber auch beim Preiswettbewerb oder Mengenwettbewerb ist die Qualität zu berücksichtigen. Ein hoher Standard des Qualitätsmanagements kann auf dem Markt zur Qualitätsführerschaft führen. Durch Qualitätsmanagement und Qualitätsprüfung entstehen Qualitätskosten (insbesondere Prüfkosten), die in der Preiskalkulation zu berücksichtigen sind. Qualitätskosten sind Kosten, „die durch alle Maßnahmen der Fehlerverhütung und der Qualitätsprüfung sowie durch externe und interne Fehler verursacht sind“. Je intensiver eine Qualitätsprüfung stattfindet, umso mehr steigen die Preise und umgekehrt. Deshalb kann bei Hochpreisstrategie eine hohe, bei Billigprodukten eine eher geringe Qualität erwartet werden.

## Überwachung oder Kontrolle
In der Organisationslehre wird danach unterschieden, ob eine Qualitätsprüfung in den Produktionsprozess integriert ist (Qualitätsüberwachung) oder am Ende des Produktionsprozesses stattfindet (Qualitätskontrolle). Zu ersterer gehört die Druckprüfung (auch Druckprobe), zu letzterer die Warenproben im Handel und die Weinproben.